# Stiftelsen Hallands länsmuseer
Stiftelsen Hallands länsmuseer, Halmstad och Varberg är ett regionalt museum som har till uppgift att fördjupa och förtydliga kunskapen om kulturarvet inom Hallands län. Stiftelsen består av Hallands kulturhistoriska museum inklusive avdelningen Kulturmiljö Halland, samt Hallands konstmuseum. 

## Organisation
Stiftelsen bildades 1978 med giltighet från den 1 januari 1979, samt med 1979 som första verksamhetsår. Stiftare var Hallands läns landsting, Halmstads och Varbergs kommuner samt Hallands museiförening (Halmstad) och Föreningen Varbergs museum. Stiftelsen övertog då huvudmannaskapet för Hallands museum (Halmstad) och Varbergs museum från de respektive museiföreningarna. Museerna fick då namnen Museet i Halmstad och Museet i Varberg. Dess förste chef, med titeln länsmuseichef i Halland, blev Bengt-Arne Person, tidigare chef för Varbergs museum sedan 1961.
År 2000 skedde en omorganisation av länsmuseiverksamheten i Hallands län. För vardera länsmuseet bildades en ny juridisk person, Ideella föreningen Länsmuseet Halmstad och Ideella föreningen Länsmuseet Varberg. Föreningarnas styrelser utses av respektive kommun och museiförening i Halmstad och Varberg. I och med omorganisationen fick museerna varsin länsmuseichef. Museerna i Halmstad och Varberg fick då namnen Länsmuseet Halmstad och Länsmuseet Varberg. Stiftelsen kom därmed att delas i tre enheter: de ideella föreningarna samt Kulturmiljö Halland (till 2006 Landsantikvarieämbetet).
Under 2011 skedde en omorganisationen utifrån Region Hallands kulturutredning från 2008, vilket innebar att museerna i Halmstad och Varberg ombildades till aktiebolag under [Region Halland. Länsmuseet Halmstad bytte namn till Hallands konstmuseum den 1 januari 2011 och ändrade inriktning till ett renodlat konstmuseum, och Länsmuseet Varberg blev Hallands kulturhistoriska museum i maj samma år, som ett renodlat kulturhistoriskt museum för länet. Därefter konstaterades det att Stiftelsen Hallands länsmuseer enligt sina stadgar från 1978 var tvungen att bedriva museiverksamheten i egen regi och inte genom avtal med annan juridisk person. Den ordning som gällt sedan år 2000 respektive 2011 var således olaglig. Stiftelsen ansökte hos Kammarkollegiet om permutation (ändring) av stadgarna, så att stiftelsens verksamhet skulle få bedrivas genom avtal med annan juridisk person. Kammarkollegiet beslutade 2011 att avslå ansökan. Stiftelsen överklagade, men Kammarkollegiets beslut fastställdes slutligt av Kammarrätten i Stockholm genom en dom i maj 2014. Efter kammarrättsdomen drivs verksamheten vid Hallands konstmuseum och Hallands kulturhistoriska museum direkt av Stiftelsen Hallands länsmuseer. Sedan 2016 ingår kulturmiljöavdelningen i Hallands kulturhistoriska museum.
Stiftelsens styrelse består av nio ledamöter inklusive ordförande och vice ordförande, varav fyra utses av Region Halland och en vardera av Halmstads och Varbergs kommuner, Hallands museiförening, Föreningen Varbergs museum och Halländska hembygdsrådet. Därtill kommer tre adjungerade ledamöter, nämligen cheferna för de båda länsmuseerna och en personalrepresentant. Till styrelsen väljs också ersättare för ledamöter.